# 安娜·库利斯乔夫
安娜·库利斯乔夫（義大利語：Anna Kuliscioff，1857年1月9日—1925年12月27日）是一位生于俄罗斯的意大利革命家。她在巴枯宁的影响下变成无政府主义者，最后成为马克思主义者和社会主义者。她一生主要活动于意大利，是意大利首批获得医学学位的女性之一。

## 生平
安娜·库利斯乔夫生于辛菲罗波尔附近。她是一个富裕的犹太商人家庭的女儿，她在苏黎世大学學習哲学。 